# Biblioteca Națională a Spaniei
Biblioteca Națională a Spaniei (în spaniolă: Biblioteca Nacional de España) este o bibliotecă publică de mare importanță, cea mai mare din Spania. Este situată în Madrid, pe Paseo de Recoletos.

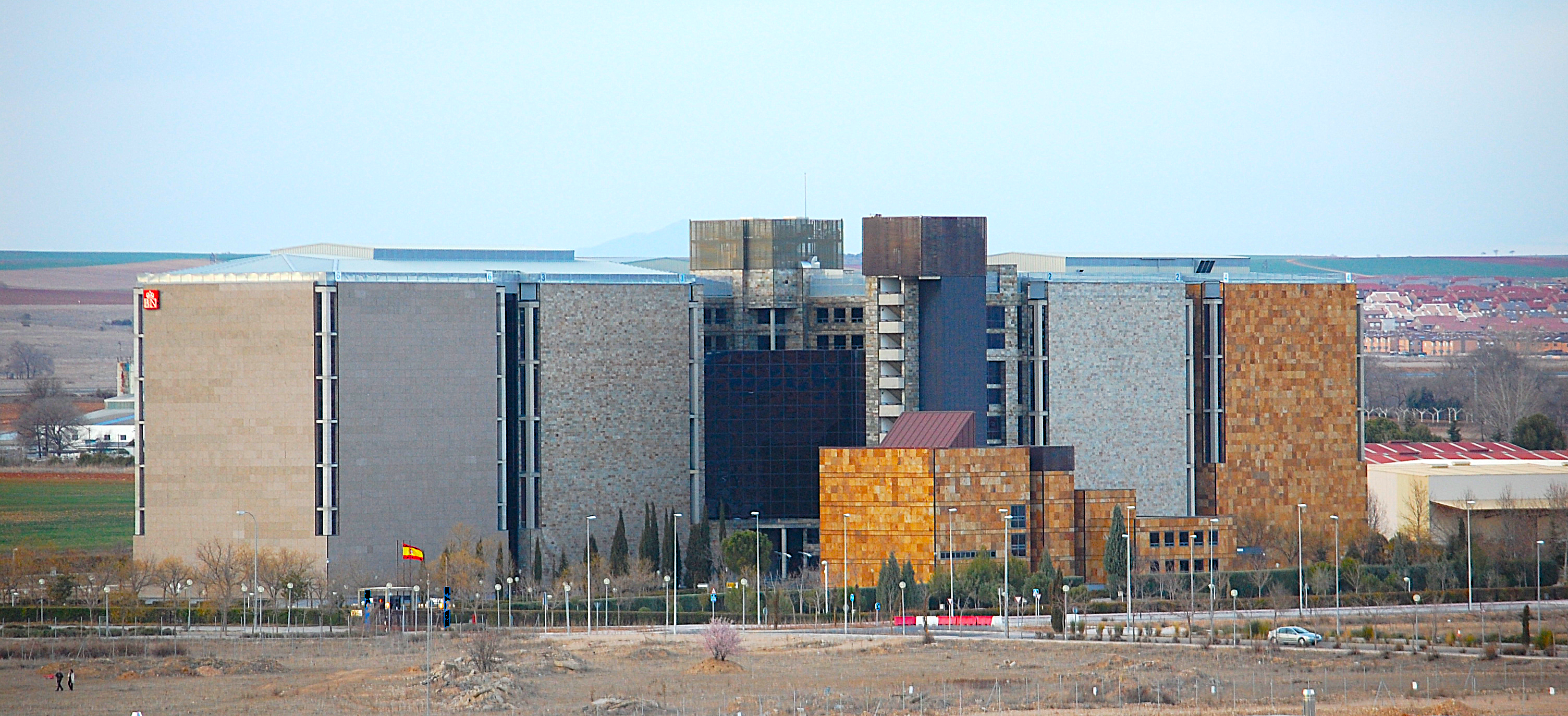
Sediul central al Bibliotecii Naţionale a Spaniei, în Alcalá de Henares.